# Gaio-Rosário e Sarilhos Pequenos
Gaio-Rosário e Sarilhos Pequenos (llamada oficialmente União das Freguesias de Gaio-Rosário e Sarilhos Pequenos) es una freguesia portuguesa del municipio de Moita, distrito de Setúbal.

## Historia
Fue creada el 28 de enero de 2013 en aplicación de una resolución de la Asamblea de la República de Portugal promulgada el 16 de enero de 2013 con la unión de las freguesias de Gaio-Rosário y Sarilhos Pequenos, pasando su sede a estar situada en la antigua freguesia de Gaio-Rosário.

## Demografía
| Gráfica de evolución demográfica de Gaio-Rosário e Sarilhos Pequenos entre 2011 y 2021 |
|                                                                                        |
| Datos según el nomenclátor publicado por el INE portugués.                             |